# Litzelsdorf
Litzelsdorf (maďarsky Lődös, chorvatsky Licištrof) je městys v okresu Oberwart, ve spolkové zemi Burgenland v Rakousku. V lednu 2015 zde žilo 1148 lidí.

## Poloha, popis
Obec se rozkládá v jižní části Burgenlandu, v jihozápadní části okresu, na hranici s okresem Güssing. Rozloha obce je 13,87 km² a nadmořská výška je zhruba od 270 do 340 m. Středem obce protéká od severu k jihu říčka Strem.
Souběžně s říčkou prochází městysem zemská silnice B57, po níž je směrem na sever zhruba 14 km vzdáleno okresní město Oberwart.
Litzelsdorf je jediným sídlem městyse.
Sousedními obcemi jsou: Kemeten na severu, Oberdorf im Burgenland na východě, Olbendorf na jihovýchodě, Ollersdorf im Burgenland na jihu, Stinatz na jihozápadě a Wörterberg na západě.

## Historie
První písemná zpráva o obci je již z roku 1333. V průběhu staletí se její jméno několikrát změnilo. Před koncem 19. století a na začátku 20. století byla obec součástí Maďarska. Po ukončení 1. světové války, na základě Mírové smlouvy ze St. Germain a Trianonu, se obec stala součástí nově vzniklého Burgenlandu v Rakousku.

## Pozoruhodnosti
- Katolický farní kostel sv. Leonharda

## Externí odkazy

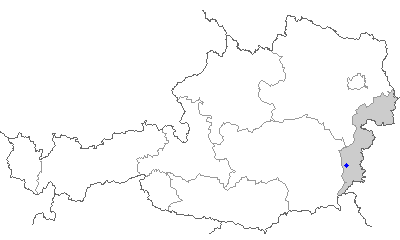
Litzelsdorf na mapě Rakouska